# Can You Hear Me
Can You Hear Me är en låt skriven och framförd av David Bowie och finns med på hans album Young Americans från 1975. Låten är även B-sida till Golden Years som släpptes senare samma år.